# Thysanopsis albicauda
Thysanopsis albicauda là một loài ruồi trong họ Tachinidae.